# 167976 Ormsbymitchel
167976 Ormsbymitchel este o planetă minoră (asteroid), cu un diametru de 5,982 km, din centura de asteroizi. A fost descoperită pe 1 aprilie 2005 la Goodricke-Pigott Observatory⁠(d) de Vishnu Reddy⁠(d) și a fost numită după Ormsby M. Mitchel⁠(d). 
Obiectul prezintă o orbită caracterizată de o semiaxă mare de 3,1154579289083 UAi, o excentricitate de 0,1, o înclinație de 5,9 ° în raport cu ecliptica.